# Неспецифични антинеопластични лекови ћелијског циклуса
Неспецифични антинеопластични лекови ћелијског циклуса (енгл. Cell-cycle nonspecific antineoplastic agents - CCNS) су класа лекова који делују као антитуморни агенси у свим или некој од фаза ћелијског циклуса.
Примери лекова ове групе су алкилирајући антинеопластична лекови.